# Thermae Romae
Thermae Romae (テルマエ・ロマエ?, Terumae Romae) è un manga scritto e disegnato da Mari Yamazaki, pubblicato in Giappone sulla rivista Comic Beam di Enterbrain dall'11 gennaio 2008 al 12 marzo 2013 e in Italia dalla Star Comics dal 19 ottobre 2011 al 16 gennaio 2014. Nel 2010 l'opera ha vinto il terzo Manga Taishō e il premio miglior storia breve al quattordicesimo Premio culturale Osamu Tezuka.
Dal 12 gennaio al 26 gennaio 2012 è andato in onda l'anime in tre episodi su Fuji TV nel contenitore noitaminA; il film live-action, girato a Cinecittà, con Hiroshi Abe e Aya Ueto è uscito nei cinema giapponesi il 28 aprile 2012 ed è stato presentato in Italia, in anteprima, nell'ambito del Far East Film Festival di Udine e di Lucca Comics & Games 2012, distribuito da Tucker Film. Un ulteriore adattamento animato della NAZ intitolata Thermae Romae Novae è stato pubblicato su Netflix il 28 marzo 2022.

## Trama
Siamo nella Roma antica e l'ingegnere Lucio Modesto, specializzato nella progettazione di terme, viene licenziato dal proprio datore di lavoro, reo secondo lui di non avere idee al passo con i tempi. Un giorno, rilassandosi nelle terme, viene risucchiato dal fondo della vasca e si ritrova nel Giappone moderno. Dopo aver assimilato tutte le innovazioni dei bagni pubblici giapponesi, Lucio le ripropone nell'antica Roma, aprendo delle terme tutte sue e ottenendo un inaspettato successo.

## Personaggi
Lucio Modesto (Lucius Modestus) (ルシウス・モデストゥス?, Rushiusu Modesutusu)
Doppiato da FROGMAN (anime 2012), Kenjirō Tsuda (Novae) (ed. giapponese), Marco Vivio (Novae) (ed. italiana)
Un architetto romano che a seguito di un misterioso incantesimo scopre i bagni giapponesi, decidendo di riproporne le innovazioni nell'antica Roma. La smania di successo e la passione per il suo lavoro tuttavia lo portano a trascurare la famiglia, al punto che la moglie Livia decide infine di divorziare da lui lasciandolo solo.
Marcus Pietras (マルクス・ピエトラス?, Marukusu Pietorasu)
Doppiato da: Hiroki Touchi (anime 2012), Chikahiro Kobayashi (Novae) (ed. giapponese), Gabriele Vender (Novae) (ed. italiana)
Migliore amico di Lucio, fa lo scultore e il tagliapietre. In contrasto con la morale e l'abitudine dell'epoca, pur essendo già piuttosto avanti con gli anni non si è ancora sposato, né, a detta sua, è intenzionato a farlo mai, poiché alla compagnia di una singola moglie preferisce quella delle prostitute che riempiono i lupanari di Roma. Come tutti i romani, anche Marcus è un appassionato frequentatore di terme.
Adriano (Hadrianus) (ハドリアヌス?, Hadorianusu)
Doppiato da: Akio Ōtsuka (anime 2012), Tsutomu Isobe (Novae) (ed. giapponese), Alberto Angrisano (Novae) (ed. italiana)
Quattordicesimo imperatore di Roma, passato alla storia come l'imperatore statista. Amante delle terme e appassionato di architettura (al punto da essersi progettato da solo la sua residenza privata a Tivoli), rimane ben presto colpito dal talento e dalle idee innovative di Lucio, nominandolo suo architetto personale. La sua natura mite e poco portata alle conquiste militari però è malvista da una parte considerevole del senato, mentre il suo essere dichiaratamente omosessuale è oggetto di scherno da parte della plebe, che tuttavia seguita ad apprezzarlo grazie anche alle opere progettate dallo stesso Lucio.
Lepidus (レピドゥス?, Repidusu)
Doppiato da: Hiroshi Shirokuma (anime 2012), YongYea (Novae) (ed. giapponese), Alberto Angrisano (Novae) (ed. italiana)
Un patrizio ultrasettantenne originario di Napoli, che chiede a Lucio di realizzare per lui delle terme all'aperto da cui poter ammirare il Vesuvio per l'ultima volta prima di morire. L'architetto riesce a realizzare il suo sogno grazie ad un ennesimo viaggio nel Giappone moderno, e la sua idea risulta a tal punto efficace che Lepido, abbandonata l'idea di lasciarsi morire, riesce anzi a ritrovare la voglia di vivere, risposandosi e facendo un ennesimo figlio.
Satsuki Odate (小達さつき?, Odate Satsuki)
Ventottenne appassionata di cultura latina e figlia di una famosa geisha di Ito. Innamoratasi della cultura classica fin dalle scuole medie, negli anni Satsuki ha finito per divenirne un'esperta estimatrice e docente universitaria, al punto di partecipare a diverse spedizioni archeologiche. Sapendo parlare latino fluentemente finisce per diventare interprete di Lucius – che, avendola conosciuta in una notte di luna, la chiama Diana - per poi infatuarsene.
La sua grande tenacia la rende infine in grado di viaggiare a ritroso nel tempo sino all'epoca dell'ingegnere termale.
Hanako (ハナコ?)
Una vecchia giumenta di proprietà di alcuni vecchi contadini di Ito. Animale fedele e buono ma testardo, riesce a comunicare in maniera del tutto speciale con Lucius, che dimostra più volte di avere una particolare affinità con gli animali domestici.
Tetsuzō Odate (小達鉄蔵?, Odate Tetsuzō)
Nonno di Satsuki e celebre massaggiatore ed esperto di agopuntura. Vive e si occupa della nipote in quanto rimasta orfana di entrambi i genitori. È un uomo all'antica, legato al mondo rurale e ai suoi valori, tuttavia si dimostra essere anche un uomo comprensivo ed un nonno affettuoso e protettivo. Il suo lavoro e la sua abilità lo hanno reso un personaggio di spicco, a suo tempo, e persino dopo anni ha uno stretto gruppo di amici a lui riconoscenti che sono pronti ad assecondargli qualsiasi favore in cambio dei servizi resi in passato.
È uno dei pochi a riuscire a muoversi nel tempo come Lucius.

## Media

### Manga
Il manga, scritto e disegnato da Mari Yamazaki, è stato serializzato dall'11 gennaio 2008 al 12 marzo 2013 sulla rivista Comic Beam edita da Enterbrain. I capitoli sono stati raccolti in 6 volumi tankōbon pubblicati dal 26 novembre 2009 al 25 giugno 2013.
In Italia la serie è stata annunciata durante il Mantova Comics & Games 2011 da Star Comics che l'ha pubblicata nella collana Must dal 19 ottobre 2011 al 16 gennaio 2014.

#### Volumi
| 1 | 26 novembre 2009                                                       | ISBN 978-4-04-726127-3 | 19 ottobre 2011  | ISBN 978-88-6420-173-3 |
| 1 | Capitoli - 1º-5º episodio - Roma, i bagni e l'amore                    |                        |                  |                        |
| 2 | 25 settembre 2010                                                      | ISBN 978-4-04-726770-1 | 14 dicembre 2011 | ISBN 978-88-6420-234-1 |
| 2 | Capitoli - 6º-10º episodio - Roma, i bagni e l'amore                   |                        |                  |                        |
| 3 | 25 aprile 2011                                                         | ISBN 978-4-04-727232-3 | 15 febbraio 2012 | ISBN 978-88-6420-248-8 |
| 3 | Capitoli - 11º-17º episodio - Roma, i bagni e l'amore                  |                        |                  |                        |
| 4 | 22 dicembre 2011                                                       | ISBN 978-4-04-727515-7 | 14 giugno 2012   | ISBN 978-88-6420-365-2 |
| 4 | Capitoli - 18º-24º episodio - Roma, i bagni e l'amore                  |                        |                  |                        |
| 5 | 25 settembre 2012                                                      | ISBN 978-4-04-728215-5 | 14 marzo 2013    | ISBN 978-88-6420-435-2 |
| 5 | Capitoli - 25º-31º episodio - Roma, i bagni e l'amore                  |                        |                  |                        |
| 6 | 25 giugno 2013                                                         | ISBN 978-4-04-728895-9 | 16 gennaio 2014  | ISBN 978-88-6420-788-9 |
| 6 | Capitoli - 32º-37º episodio - Ultimo episodio - Roma,i bagni e l'amore |                        |                  |                        |

### Anime
Trasmesso a gennaio 2012 da Fuji TV nel contenitore noitaminA, l'anime è uscito in Blu-ray il 20 aprile 2012 con un episodio non trasmesso. La sigla di chiusura è Thermae Roman (テルマエ・ロマン?, Terumae Roman) di Chatmonchy.
Durante il Netflix Anime Festival 2020, è stato annunciato che la serie avrebbe ricevuto un nuovo adattamento anime da parte dello studio NAZ intitolato Thermae Romae Novae. La serie è diretta da Tetsuya Tatamitani e scritta da Yuichiro Momose. La sigla d'apertura è Canzone del toreador ~Un'aria sulle maniere del bagno pubblico~ (闘牛士の歌 ～温泉マナーのアリア～?,  Tōgyūshi no uta ~Onsen Manner no Aria~) eseguita e scritta dal cantante italiano Paolo Andrea Di Pietro. La serie è stata pubblicata a livello internazionale su Netflix il 28 marzo 2022, anche in versione doppiata in italiano.

#### Episodi

##### Thermae Romae
| Nº    | Titolo italiano (traduzione letterale) Giapponese 「Kanji」 - Rōmaji                                                              | In onda         | In onda |
| Nº    | Titolo italiano (traduzione letterale) Giapponese 「Kanji」 - Rōmaji                                                              | Giapponese      |         |
| 1     | Il romano che saltava nel tempo 「時をかけるローマ人」 - Toki wo kakeru rōmajinIl lago dei cigni 「白鳥の湖」 - Hakuchō no mizūmi | 12 gennaio 2012 |         |
| 2     | Shampoo hat 「シャンプーハット」 - Shanpū hattoLa malinconia dell'imperatore 「皇帝の憂鬱」 - Kōtei no yūutsu                     | 19 gennaio 2012 |         |
| 3     | Il potere dell'acqua calda 「湯のちから」 - Yu no chikara                                                                         | 26 gennaio 2012 |         |
| OAV 1 | Il faro incantato 「魅惑のファロス」 - Miwaku no Farosu                                                                           | 20 aprile 2012  |         |
| OAV 2 | Voglio essere liscio 「スベスベになりたい」 - Subesube ni naritai                                                                 | 20 aprile 2012  |         |
| ONA   | Il matrimonio di Pietrada 「ピエトラーダの結婚」 - Pietorāda no kekkon                                                            | 13 aprile 2014  |         |

##### Thermae Romae Novae
| Nº | Titolo italiano Giapponese 「Kanji」 - Rōmaji | In onda       | In onda       |
| Nº | Titolo italiano Giapponese 「Kanji」 - Rōmaji | Giapponese    | Italiano      |
| 1  | Tutte le terme portano a Roma 「すべての浴場はローマに通じています」 - Subete no yokujō wa rōma ni tsūjite imasu                                                                | 28 marzo 2022 | 28 marzo 2022 |
| 2  | L'architetto di terme che viaggiava nel tempo 「時をかける銭湯。」 - Tokiwokakeru sentō.                                                                                        | 28 marzo 2022 | 28 marzo 2022 |
| 3  | Lucio costruisce le terme all'aperto 「ルシウスは露天風呂を作ります。」 - Rushiusu wa rotenburo o tsukurimasu.                                                                  | 28 marzo 2022 | 28 marzo 2022 |
| 4  | Lucio costruisce un bagno domestico 「ルシウスビルドと屋内風呂。」 - Rushiusu birudo to okunai furo.                                                                            | 28 marzo 2022 | 28 marzo 2022 |
| 5  | Lucio costruisce un bagno nella villa dell'imperatore Adriano 「ルシウスがハドリアヌス皇帝の別荘に風呂を建てる」 - Rushiusu ga hadorianusu kōtei no bessō ni furo o tateru      | 28 marzo 2022 | 28 marzo 2022 |
| 6  | Lucio costruisce le terme con il pavimento riscaldato 「ルシウスが岩盤スパを建設」 - Rushiusu ga ganban supa o kensetsu                                                         | 28 marzo 2022 | 28 marzo 2022 |
| 7  | Lucio appare nel Tokaido durante il periodo Edo 「ルシウスは江戸時代の東海道に登場」 - Rushiusu wa Edo jidai no tōkaidō ni tōjō                                                 | 28 marzo 2022 | 28 marzo 2022 |
| 8  | Lucio scopre il regolamento delle terme in Giappone 「ルシウスは日本で入浴マナーを学ぶ」 - Rushiusu wa Nihon de nyūyoku manā o manabu                                           | 28 marzo 2022 | 28 marzo 2022 |
| 9  | Lucio incontra un altro progettista in Giappone 「「ルシウス、平たいルシウス、平たいルシウス、平たいルシウス」 - Rushiusu, hiratai Rushiusu, hiratai Rushiusu, hiratai Rushiusu | 28 marzo 2022 | 28 marzo 2022 |
| 10 | Lucio costruisce un parco termale dei divertimenti 「ルシウスがテーマバスを作る」 - Rushiusu ga tēmabasu o tsukuru                                                              | 28 marzo 2022 | 28 marzo 2022 |
| 11 | Lucio costruisce una città termale 「ルシウスが温泉街を建てる」 - Rushiusu ga onsen machi o tateru                                                                              | 28 marzo 2022 | 28 marzo 2022 |

### Film live-action
Dalla serie sono stati tratti due film live-action usciti rispettivamente nel 2012 e nel 2014.

## Accoglienza
Nel 2010 l'opera ha vinto il terzo Manga Taishō e il premio miglior storia breve al quattordicesimo Premio culturale Osamu Tezuka.
Il secondo volume riporta la giustificazione dell'artista di fronte alle lamentele ricevute dal pubblico giapponese quando, pubblicato il capitolo introduttivo sulla rivista Comic Beam, questo venne criticato per la sua natura "sconcia" e "inappropriata". Il capitolo VI, infatti, tratta della pratica romana dell'adorazione del dio Priapo e del culto fallico giapponese in occasioni quali il Kanamara Matsuri (かなまら祭り "festa del pene di ferro"). Mari Yamazaki ha ribadito la scelta di illustrare questo argomento in quanto in questo parallelismo ha trovato un'altra affinità tra la cultura romana e quella nativa.